# Obytná buňka

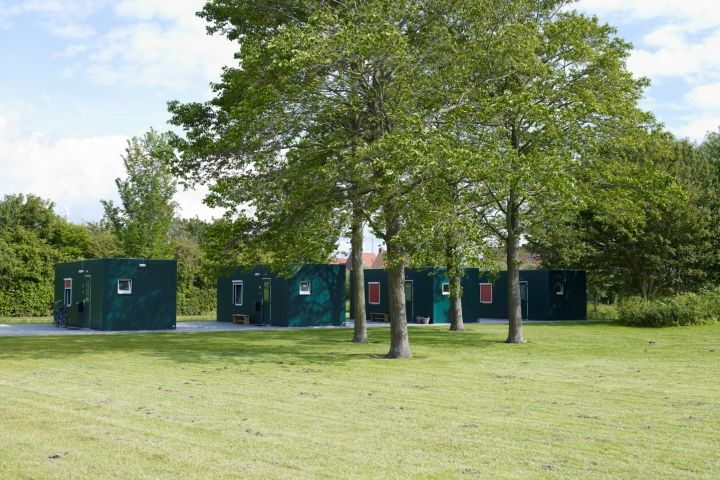
Obytné buňky

 Obytná buňka je kontejnerem technicky uzpůsobeným k bydlení. Často je tato forma minimálního bydlení užívána jako přechodné obydlí v nouzových stavech – např. umožňuje rychlé ubytování osob, které díky přírodním katastrofám přišly o obydlí, stejně tak může být azylovým domem, či řešením individuální bytové a finanční krize. Zásadní je, že buňka nemusí na svém místě rozhodně stát na věčné časy. S pomocí jeřábu ji lze přemístit v podstatě kamkoliv, je možné ji také jednoduše naložit a odvézt pryč.
Obytný kontejner bývá součástí modulárního systému výstavby, lze tedy použít k bydlení jeden samostatný kontejner, nebo jednotlivé buňky skládat k sobě a vytvářet tak modulární stavby. Nejznámější a nejzákladnější příklady těchto sestav lze vidět na stavbách jako dočasné zázemí dělníků – tzv. stavební buňky. 
Pro stavbu takového obytného kontejneru není ve většině případů nutné stavební povolení, ale postačí ohlášení stavebnímu úřadu. Neboť dle stavebního zákona ohlášení stavebnímu úřadu vyžadují stavby pro bydlení a pro rekreaci do 150 m² zastavěné plochy, s jedním podzemním podlažím do hloubky 3 m a nejvýše dvěma nadzemními podlažími a podkrovím. 

## Rozměry
Rozměry obytné buňky vycházejí ze standardních rozměrů přepravních ISO kontejnerů. Pohybují se tedy okolo 2400 mm na šířku a 6050 mm na délku. Vnitřní světlá výška obytné buňky je 2500 mm.

## Konstrukce
Kostra obytného kontejneru je zpravidla tvořena svařovaným rámem z pozinkované oceli se zvýšenou životností. Vnější plášť je zateplená sendvičová výplň. Vnitřní stranu tvoří například laminovaná dřevotříska, zvenčí pozinkovaný plech opatřený snadno omyvatelným nátěrem. Střecha je obyčejně také z trapézového plechu. Podlahu tvoří opět překližka nebo dřevotříska krytá například PVC linoleem. Kontejnery lze plně vybavit sanitárním zařízením, topením a osvětlením. Vzhledem k postupnému vývoji v oboru modulární architektury se dnes můžeme setkat i s luxusnějšími variantami materiálového řešení fasády i vnitřních obkladů.

## Výroba
Obytné buňky jsou prefabrikáty, vyráběnými ve specializovaných závodech. Odtud se na pozemek přemisťují buď ve formě hotového kontejneru připraveného k osazení na pozemek, nebo ve skladnějším rozloženém stavu a sestavují se až na místě. Manipulace s kontejnery probíhá pomocí jeřábu, nejčastěji se s výhodou využívá automobilových jeřábů. Dnes už se vlivem rozvoje počítačových systémů během výroby modulárních kontejnerů užívá i výhod moderních CNC strojů, tedy počítačově řízených soustruhů.

### Výhody
Zásadními výhodami jsou samozřejmě finanční nenáročnost a rychlost výstavby, respektive rychlost instalace na pozemek. Především díky těmto vlastnostem se obytné buňky uplatňují na poli humanitární výstavby jako zateplené přístřešky nad hlavou, do kterých nezatéká. Ale kontejnery jsou schopné uspokojit i náročnější požadavky jak na zateplení, tak na vybavení a design. Výhodou je prefabrikace – výroba v suchém prostředí, která by měla zajistit technickou přesnost a kvalitu výrobků. Další devízou je i to, že buňky jsou poměrně snadno demontovatelné a přemístitelné.

### Nevýhody
Nevýhodou je možná právě modularita, která neumožňuje přílišnou kreativitu, co se prostorového uspořádání týče. Také stísněnost daná nízkou konstrukční výškou a částečně uniformní prostředí evokující dočasnost a neoblíbené až nevzhledné stavební buňky obytným kontejnerům nepřidávají na přitažlivosti. 